# Cala Morisca (Sitges)
La cala Morisca és una platja natural del municipi de Sitges (Garraf) situada sota els penya-segats del massís del Garraf. Està envoltada de parets de roca on no abunda la vegetació, la qual cosa li confereix un aspecte semisalvatge molt peculiar. Té una longitud de 130 metres i una amplada mitjana de 44 metres, formada per sorra mitjana i fina. S'hi accedeix a peu baixant una llarga escalinata des de la carretera C-31, anomenada popularment carretera de les Costes. És una platja nudista. Disposa de lavabos, dutxes i lloguer de gandules. Sobre la punta de Cala Morisca, a llevant de la platja, hi ha un restaurant amb terrassa.
La Cala Morisca està adherida a la destinació Costa de Barcelona, certificada per Biosphere des del 2017.
El topònim de la platja és al·lusiu a les incursions de pirates magrebins.